# György Sárosi
György Sárosi   (Budapest, 16 de setembre de 1912 - Gènova, 20 de juny de 1993) va ser un destacat futbolista hongarès dels anys 30.

## Trajectòria
Sárosi va néixer el 15 de setembre de 1912 a Budapest i va morir a Gènova el 20 de juny de 1993. Considerat un dels millors futbolistes hongaresos d'abans de la Segona Guerra Mundial, la seva versatilitat li va permetre jugar a diverses posicions. Essencialment jugava com a davanter, però també ho va fer de defensa central. Defensà els colors del Ferencváros TC amb el qual guanyà cinc lligues hongareses entre 1932 i 1941. Amb la selecció de futbol d'Hongria disputà les fases finals de les copes del món de 1934 (on marcà un gol) i 1938, on, com a capità, portà la seva selecció a la final, marcant 5 gols al campionat.
Un cop retirat es traslladà a Itàlia on fou entrenador de diversos clubs, com ara la 
Juventus FC, l'AS Bari o l'AS Roma. També dirigí la selecció de futbol de l'Iran.

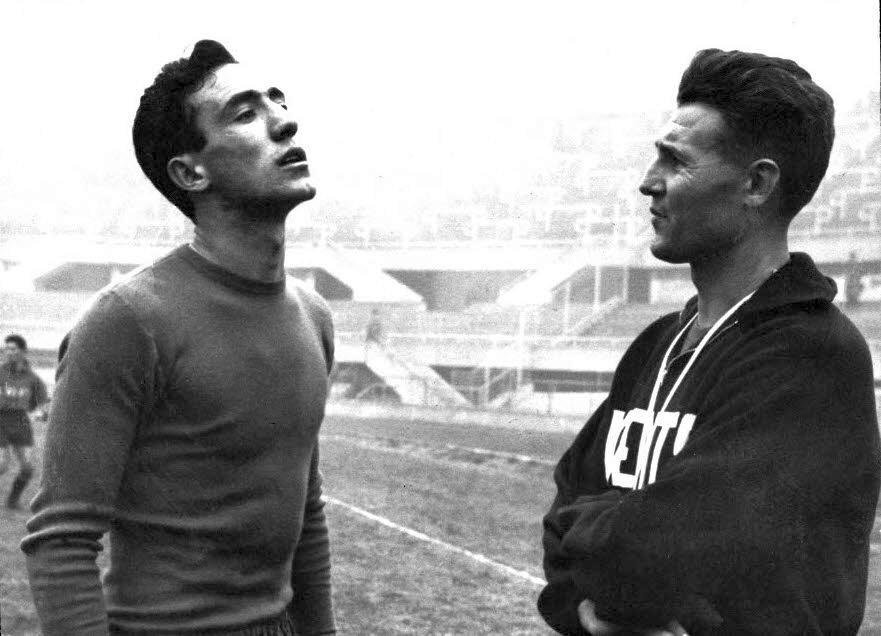
Sárosi (a la dreta) durant la seva etapa com a entrenador de la Juventus, amb el jugador Corradi.